# De Jonge Johannes
De Jonge Johannes is een korenmolen in Serooskerke. De molen werd in 1835 gebouwd ter vervanging van een versleten standerdmolen. Vermoed wordt, dat daarvoor materialen werden gebruikt van de afgebroken Pieterskerk in Middelburg. Zo was ze oorspronkelijk gebouwd op grafstenen uit die kerk. De molen is tot 1963 in bedrijf geweest, waarna ze werd verbouwd om met een dieselmotor te kunnen malen. Ook werden er silo's ingebouwd.
In 1984 werd de molen verkocht aan een particulier die de molen liet verplaatsen en restaureren. Er zijn daarbij ook twee nieuwe maalstoelen geplaatst. De molen en het nabijgelegen restaurant zijn in 2011 verkocht aan de broers Frank en Arjan Caljouw, die De Jonge Johannes vrijwel dagelijks laat draaien. Onder in de molen is een klein molenwinkeltje gevestigd, waarin naast graanproducten ook streekproducten worden verkocht. Vanaf het terras en de speeltuin bij het restaurant heeft men een goed zicht op de molen, die van 1985 tot 2005 in bonte kleuren geschilderd was, maar sindsdien weer wat soberder is beschilderd. De Jonge Johannes maalt af en toe graan op vrijwillige basis. Tijdens de openingsuren van het restaurant is de molen te bezoeken.
De molen staat ook wel bekend onder de naam "De Hoop", maar inmiddels is de oude naam weer de officiële naam.

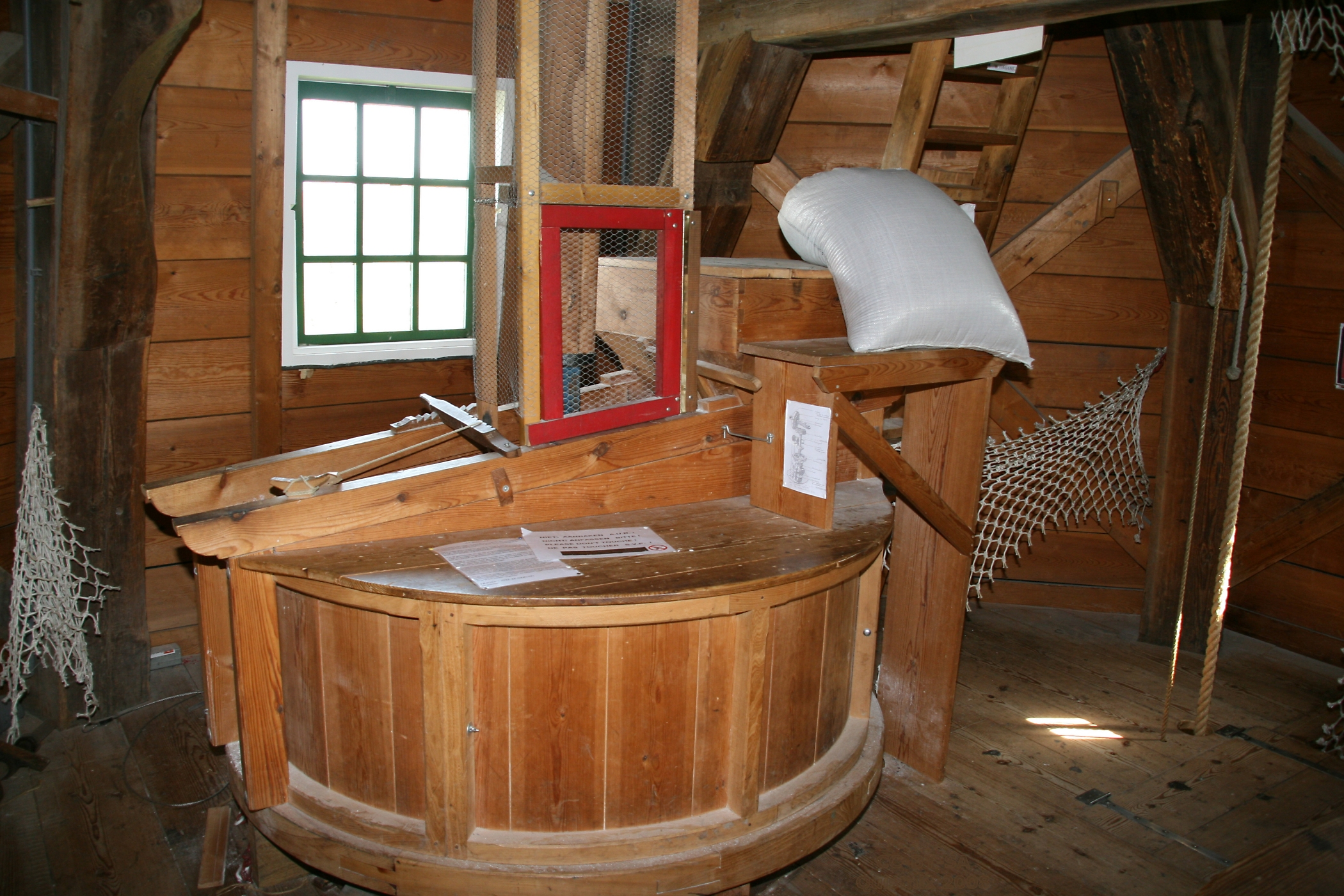
Steenzolder